# Orocharis angustus
Orocharis angustus är en insektsart som beskrevs av Desutter-grandcolas 2003. Orocharis angustus ingår i släktet Orocharis och familjen syrsor. Inga underarter finns listade i Catalogue of Life.